# Stop This Train
"Stop This Train" is een nummer van de Amerikaanse zanger en gitarist John Mayer. Het nummer werd uitgebracht als de zevende track op zijn studioalbum Continuum uit 2006.

## Achtergrond
"Stop This Train" is geschreven door Mayer zelf en geproduceerd door Mayer en Steve Jordan. Mayer schreef het nummer tijdens een periode die hij "eenzame verfijning" noemde. Op dat moment lag hij het grootste deel van de tijd in bed omdat hij nierstenen had en woonde hij in een hotelkamer. In een interview met het dagblad Daily Mail vertelde hij dat hij door een "quarter-life crisis" heenging: "Mijn jaren als twintiger waren zo geweldig dat ik ze had kunnen verhuren. Maar toen ik 27 was, stortte ik in. Nu ik 30 ben, heb ik me wat meer gevestigd."
Volgens Mayer gaat "Stop This Train" over zijn ouders, maar kan het net zo goed over de ouders van iemand anders gaan. In een interview vertelde hij hierover: "Uiteindelijk wil je niet dat het mensen uitmaakt wat tot dit nummer heeft geleid. Je wilt dat het hen uitmaakt dat zij het snappen, je wil dat het hen uitmaakt dat ze iets hebben om op te jammen of waar ze zich in kunnen vinden. Toen ik "Stop This Train" schreef - dat nummer betekent veel voor veel mensen en ik ben daar in de loop der jaren achter gekomen, en dat betekent veel voor mij - ze denken niet aan mijn ouders, ze denken niet aan Richard en Margaret Mayer, ze denken aan hun eigen ouders."
"Stop This Train" werd weliswaar niet uitgebracht als single, maar bleek toch een populair nummer. Zo stond het in 2018, twaalf jaar nadat het verscheen, in Nederland voor het eerst in de Radio 2 Top 2000 op plaats 1998.

## NPO Radio 2 Top 2000
Stop This Train stond alleen in 2018 in de NPO Radio 2 Top 2000, op plek 1998.